# Maximilian Kersting
Maximilian Kersting (* 28. März 2001 in München) ist ein deutscher Volleyballspieler.

## Karriere
Kersting begann mit dem Volleyball in seiner Heimat beim VC Amberg. Von 2015 bis 2018 spielte der Mittelblocker beim Nachwuchsteam VC Olympia Kempfenhausen bzw. mit VC Olympia München in der dritten Liga Süd. Mit der deutschen Junioren-Nationalmannschaft gewann er 2018 die U18-Europameisterschaft. Mit dem TV Mömlingen wurde er im selben Jahr deutscher U18-Meister. Von 2018 bis 2021 spielte Kersting beim VC Olympia Berlin in der zweiten und ersten Bundesliga. Anschließend wechselte er zum Zweitligisten Moerser SC. Nach dessen Rückzug 2022 schloss er sich dem Zweitligisten Baden Volleys SSC Karlsruhe an. Mit Karlsruhe schaffte er 2023 den Aufstieg in die erste Liga. Die Baden Volleys schieden im DVV-Pokal 2023/24 im Achtelfinale aus, erreichten aber als Tabellenachter der Hauptrunde das Playoff-Viertelfinale der Bundesliga.
Kersting spielte von 2013 bis 2018 mit verschiedenen Partnern auch Beachvolleyball auf diversen Jugendmeisterschaften.